# Villalba del Alcor (kommunhuvudort)
Villalba del Alcor är en kommunhuvudort i Spanien.   Den ligger i provinsen Provincia de Huelva och regionen Andalusien, i den sydvästra delen av landet, 400 km sydväst om huvudstaden Madrid. Villalba del Alcor ligger 161 meter över havet och antalet invånare är 3 406.
Terrängen runt Villalba del Alcor är huvudsakligen platt. Villalba del Alcor ligger uppe på en höjd. Runt Villalba del Alcor är det ganska tätbefolkat, med 56 invånare per kvadratkilometer. Närmaste större samhälle är La Palma del Condado, 7,0 km väster om Villalba del Alcor. Trakten runt Villalba del Alcor består till största delen av jordbruksmark.